# St. Maria (Weißdorf)

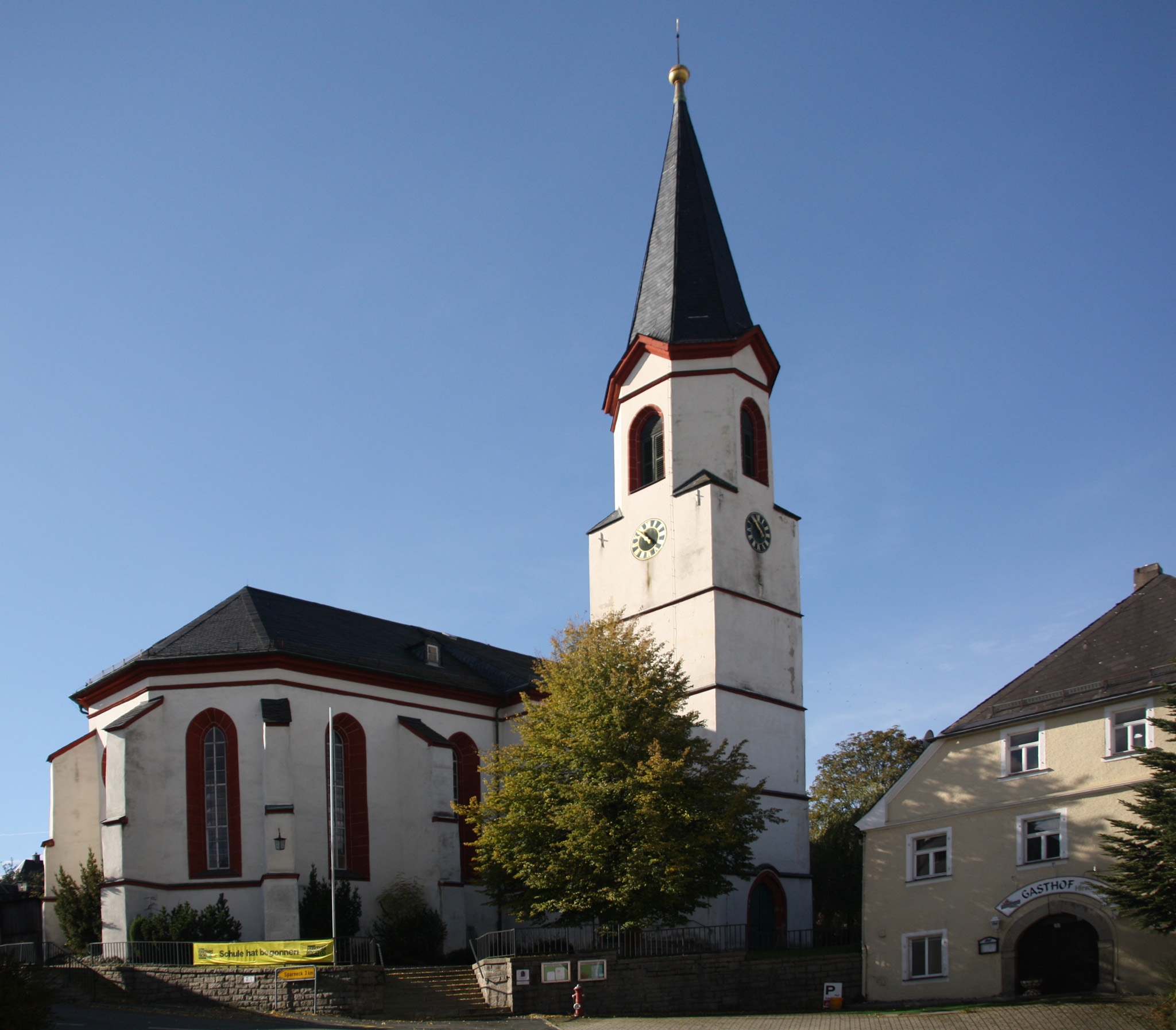

Die evangelisch-lutherische Kirche St. Maria ist eine spätgotische Hallenkirche in Weißdorf, Landkreis Hof (Oberfranken). Sie ist geschütztes Kulturgut gemäß der Haager Konvention zum Schutz von Kulturgut bei bewaffneten Konflikten.

## Geschichte

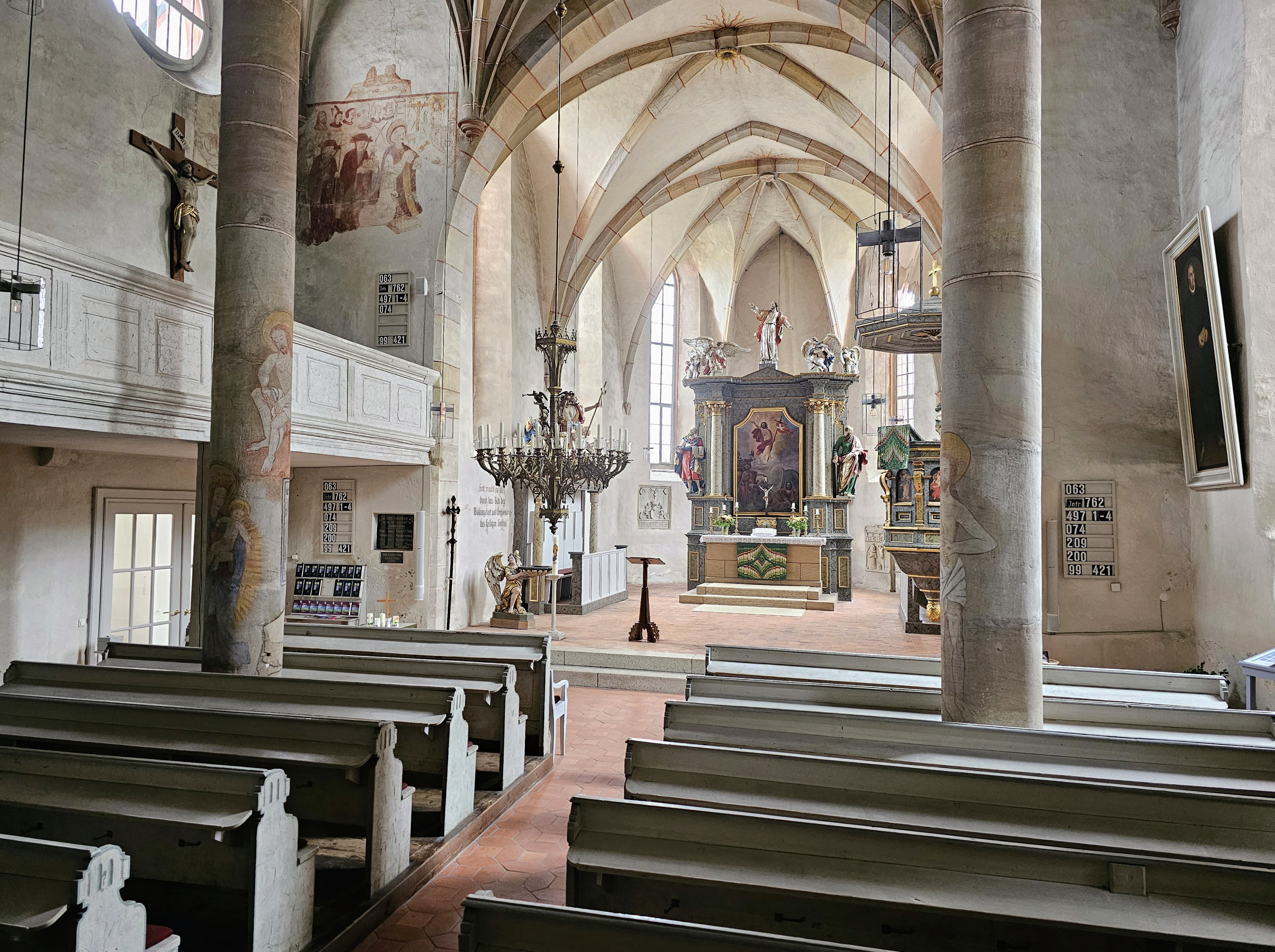
Innenraum (2023)

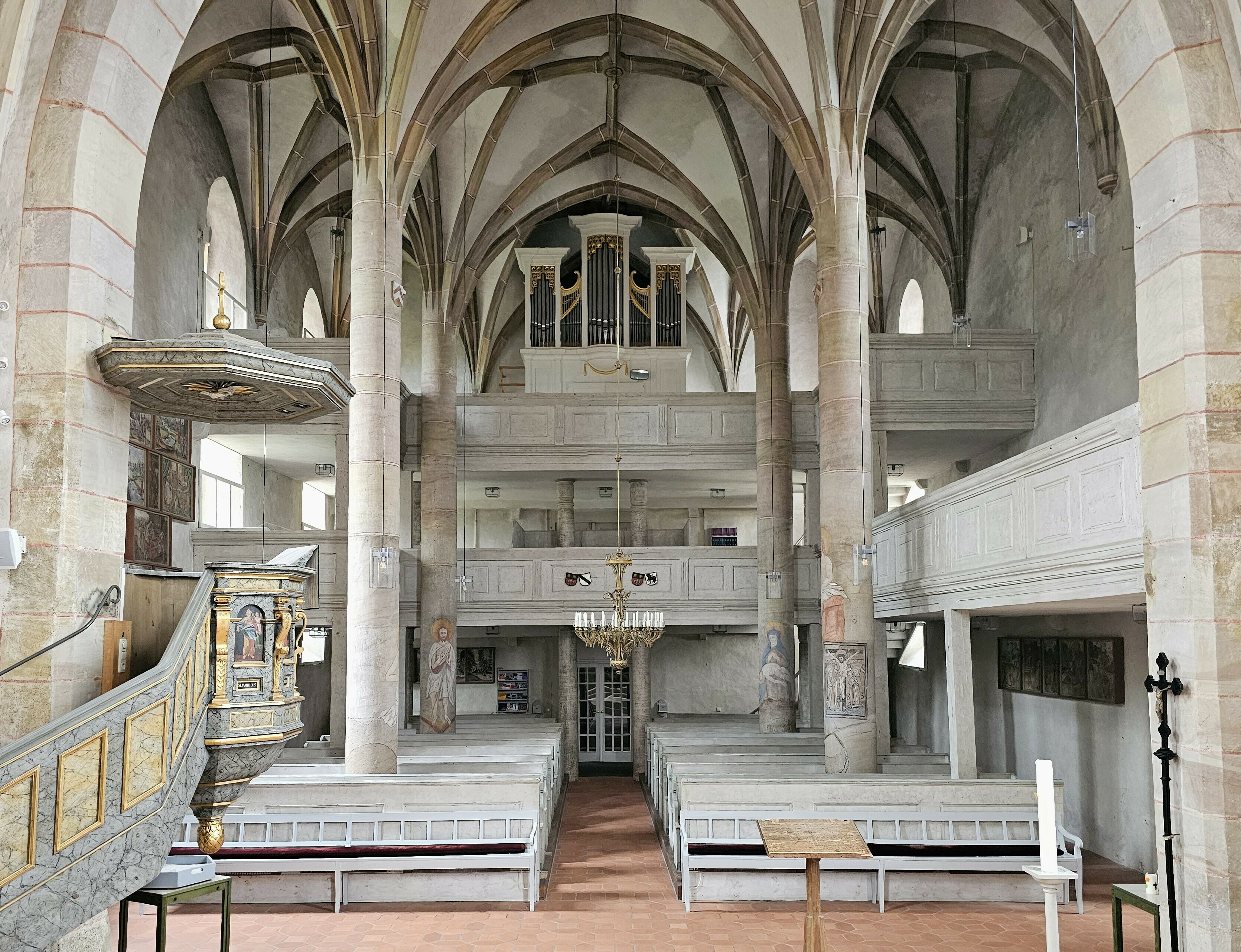
Blick zur Orgel

Die Kirche entstand vermutlich zwischen 1470 und 1500. Mehrere Wandbemalungen im Inneren der Kirche und des Turmes mit den Jahreszahlen 1479 und 1483 belegen dies.
An gleicher Stelle stand vermutlich bereits vorher ein Gotteshaus, was indirekt durch die Anwesenheit eines ersten Ortspfarrers 1397 bezeugt ist. Diese Kirche scheint im 15. Jahrhundert restlos abgebrochen worden zu sein. Auch sie war, wie aus einer Urkunde von 1418 hervorgeht, der Mutter Jesu geweiht.
Bauherren waren Hans und Martin von Sparneck, die auf dem Weißdorfer Wasserschloss saßen. Bereits 1469 belehnte der Bischof des Bistums Bamberg, Georg I. von Schaumberg, Hans von Sparneck mit der Weißdorfer Pfarrei und der Frühmesse. Bis zur Ablösung im Jahre 1975 durch Werner Freiherr Leuckart von Weißdorf blieben Kirche und Adelssitz durch das Kirchenpatronat verbunden. Bereits 1959 erlosch durch den Verkauf aller ihrer Besitzungen um Schwarzenbach an der Saale das an das Rittergut in Bug gebundene anteilige Kirchenpatronat der Fürsten von Schönburg-Waldenburg.
Die wohl älteste Darstellung der Kirche datiert aus dem Jahr 1523. Der kolorierte Holzschnitt des Kriegsbildberichtserstatters Hans Wandereisen zeigt neben der Zerstörung des Weißdorfer Wasserschlosses durch den Schwäbischen Bund am Rande auch die Kirche St. Maria.
Ab dem Jahr 2013 wird die Kirche einer umfassenden Renovierung, beginnend mit der Außenfassade und dem Kirchenumfeld, unterzogen.

## Malereien

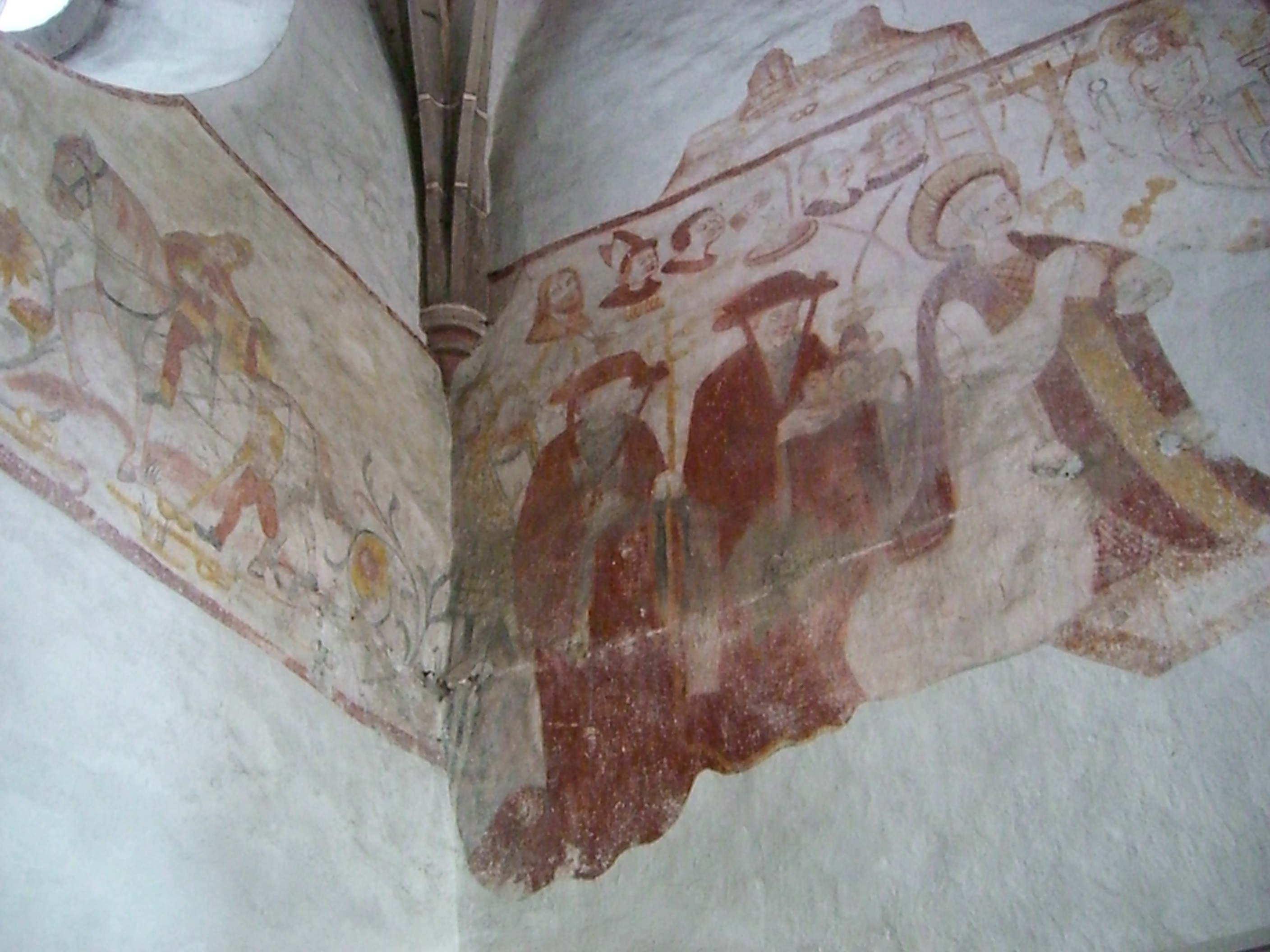
Verbliebene Wandmalereien: Gregorsmesse (rechts) und Hl. Martin (links)

### Wandmalereien
Von den früher alle Wände zierenden spätmittelalterlichen Fresken sind nur noch wenige erhalten geblieben.
- Mantelteilung durch den Hl. Martin von Tours an der Langhausnordwand
- Gregorsmesse an der Ostwand des Kirchenschiffes

Alle anderen Wandmalereien sind bei Umbau- und Renovierungsmaßnahmen, Durchbrüchen und dem Einbau von Emporen und Patronatslogen zerstört oder so unansehnlich geworden, dass sie heute übertüncht sind, darunter auch die zwölf Weihekreuze.

### Säulenmalereien

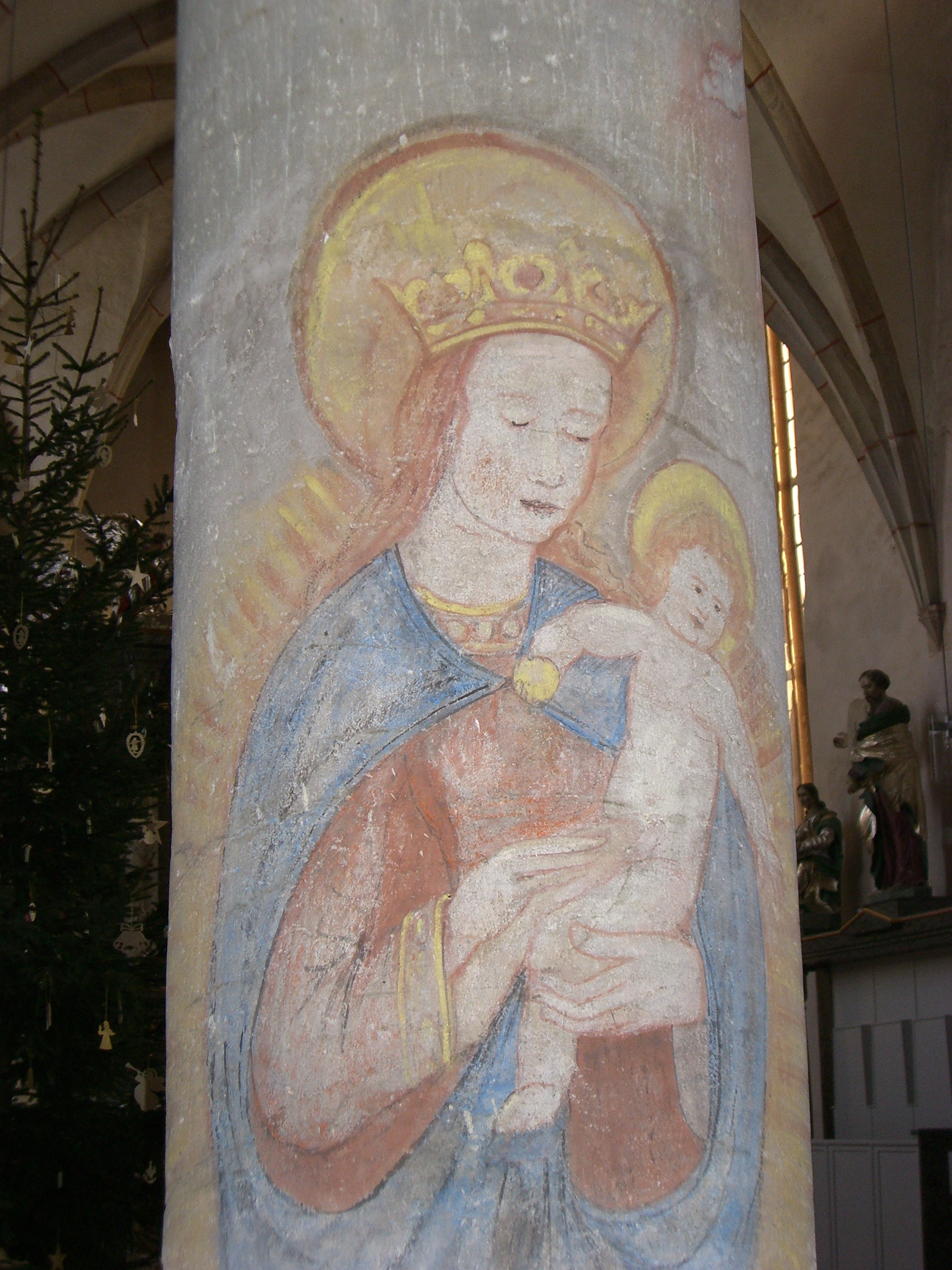
Säulenmalerei: Strahlenkranzmadonna

Alle vier, das Kreuzgewölbe tragende Säulen sind mit hochformatigen spätgotischen Darstellungen verziert.
- Nordöstliche Säule
  - Holzschnittartige Kreuzigungsdarstellung mit der Jahreszahl 1483
  - Christus in der Rast
  - Strahlenkranzmadonna
- Nordwestliche Säule
  - Vesperbild
  - Abbildung eines kleinen schwarzen Widders, der vermutlich den Sündenbock darstellen soll
- Südwestliche Säule: Auferstandener Christus
- Südöstliche Säule: Zeptertragender, triumphierender Christus

### Emporenmalerei
An der Nord-, West- und Südwand befinden sich Teile der ehemaligen Emporenmalerei, die im 17. Jahrhundert nach Vorlagen aus der Merian-Bibel entstanden ist.
Ein Abendmahlsbild aus diesem Zyklus hängt heute in der Sakristei. Weitere Fragmente wurden 2003 in der ehemaligen Pfarrscheune gefunden, wo sie zu Baumaterial umfunktioniert waren.
- Südwand
  - Bild einer alttestamentlichen Stadtbelagerung
  - Bild eines Propheten
  - Tobias und der Fisch
  - Kreuzaufrichtung
  - Gastmahl des Simon
  - Grablegung Jesu
  - Gang nach Emmaus
  - Heimkehr des verlorenen Sohnes
- Westwand
  - Geißelung Jesu
  - Jesus und die reuige Sünderin
  - Heimkehr Jephthahs
  - Bekehrung des Paulus von Tarsus
- Nordwand
  - Gleichnis vom Sämann
  - Enthauptung Johannes des Täufers
  - Bild vom auferstandenen Christus, der Maria Magdalena als Gärtner erscheint („Noli me tangere“)
  - Gleichnis von den Arbeitern im Weinberg
  - Jesus wandelt auf dem Meer

## Ausstattung

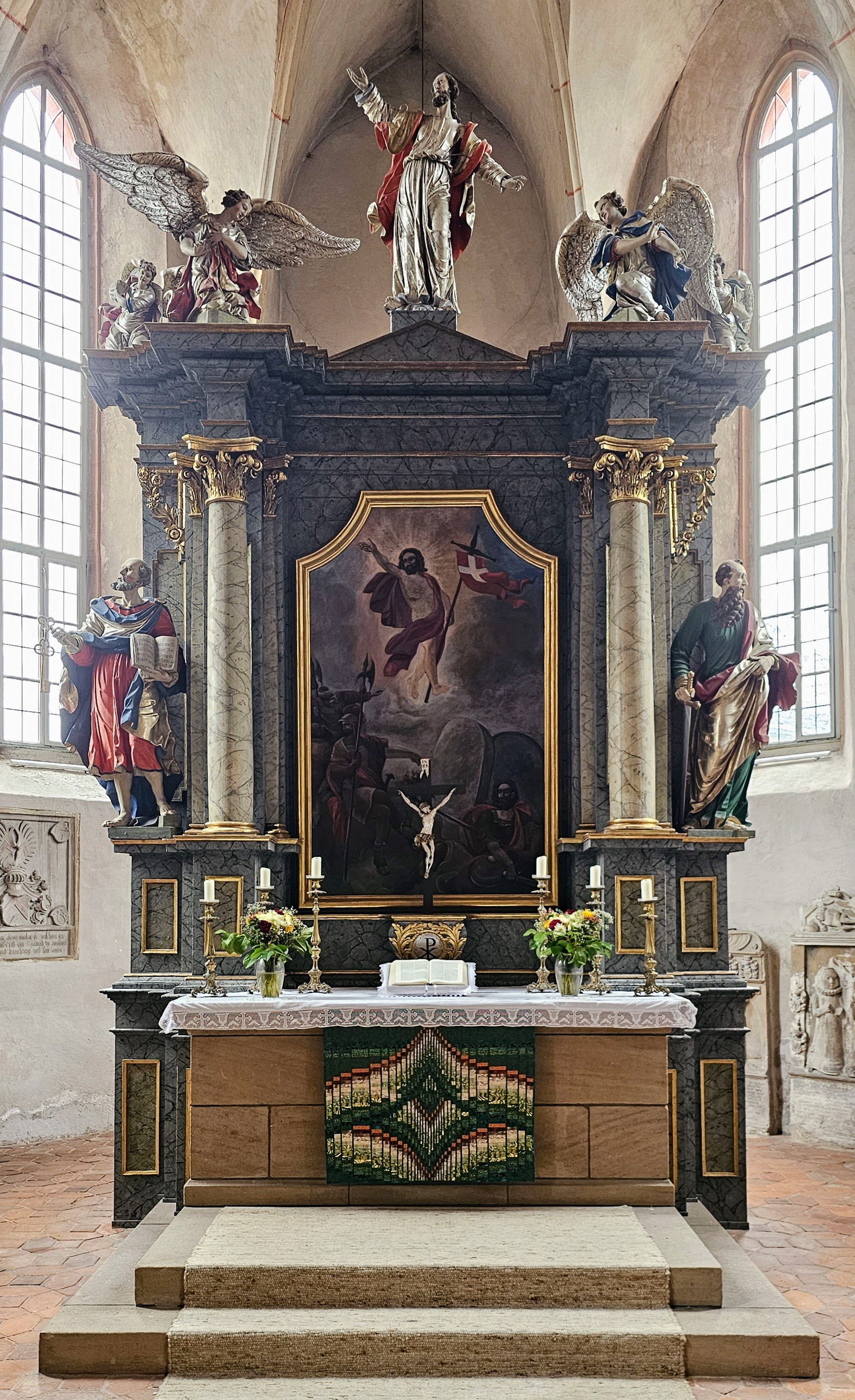
Altar der Weißdorfer Kirche

### Altar
Der barocke Altar wurde von Johann Michael Doser aus Auerbach in der Oberpfalz geschaffen und am 12. Dezember 1712 aufgestellt. Bei Umbauarbeiten 1836/37 wurde der ursprünglich figurenreiche Altar in einen Kanzelaltar umgewandelt. 1957 wurde er an seine barocke Form angelehnt und die an den Chorbogen rückversetzte Kanzel wieder durch das ursprüngliche Altarbild mit einer Auferstehungsszene ersetzt. Bei Auffrischungsarbeiten im Jahr 2004 kam eine vergessene, in das Altarbild integrierte Krippendarstellung wieder zum Vorschein.

### Taufengel
Ebenso wie der Altar stammt auch der 1714 gefertigte Taufengel, der ein muschelförmiges Becken trägt, aus der Werkstatt Dosers.

### Orgel
Die Orgel wurde 1985 von der Orgelbaufirma Ekkehard Simon (Landshut-Ergolding) als mechanisches Schleifladeninstrument erbaut. Die Orgel hat 24 Register auf zwei Manualen und Pedal.
| I Hauptwerk C–g3 |       |
| Prinzipal        | 8′    |
| Spitzflöte       | 8′    |
| Oktave           | 4′    |
| Gemshorn         | 4′    |
| Quinte           | 2 ⁄3′ |
| Blockflöte       | 2′    |
| Mixtur IV-V      | 2′    |
| Tremulant        |       |

| II Oberwerk C–g3 |        |
| Gedackt          | 8′     |
| Gamba            | 8′     |
| Prinzipal        | 4′     |
| Fugara           | 4′     |
| Rohrflöte        | 4′     |
| Nasat            | 2 ⁄3′  |
| Oktave           | 2′     |
| Terzflöte        | 1 3⁄5′ |
| Quinte           | 1 ⁄3′  |
| Oktävlein        | 1′     |
| Zimbel II        | 1⁄2′   |
| Tremulant        |        |

| Pedal C–f1   |     |
| Subbaß       | 16′ |
| Offenbaß     | 8′  |
| Oktave       | 4′  |
| Gedacktflöte | 4′  |
| Weitoktave   | 2′  |
| Trompete     | 8′  |

- Koppeln: II/I, I/P, II/P

## Offene Kirche
Die evangelisch-lutherische Kirchengemeinde Weißdorf beteiligt sich an der Aktion Offene evangelische Kirchen in Bayern (Unsere Kirche ist offen. Treten Sie ein) der Evangelisch-Lutherischen Kirche in Bayern.
Das Kirchengebäude ist außerhalb der Gottesdienstzeiten täglich von 9.00 bis 16.00 Uhr geöffnet.
Im Rahmen des Tag des offenen Denkmals wurde wiederholt das sonst nicht geöffnete Turmunterhaus sowie der historische Dachstuhl der Öffentlichkeit zugänglich gemacht.

## Kanzelreden
Seit 2005 stehen in unregelmäßigen Abständen prominente Redner und Fachleute aus unterschiedlichen Bereichen auf der Kanzel und sprechen zu einem fachlichen oder aktuellen Thema.
Bis jetzt prominentester Kanzelredner war im Februar 2008 der damalige bayerische Staatsminister für Bundes- und Europaangelegenheiten Markus Söder.